# 馬加里亞省
12°59′53″N 8°54′35″E / 12.99806°N 8.90972°E

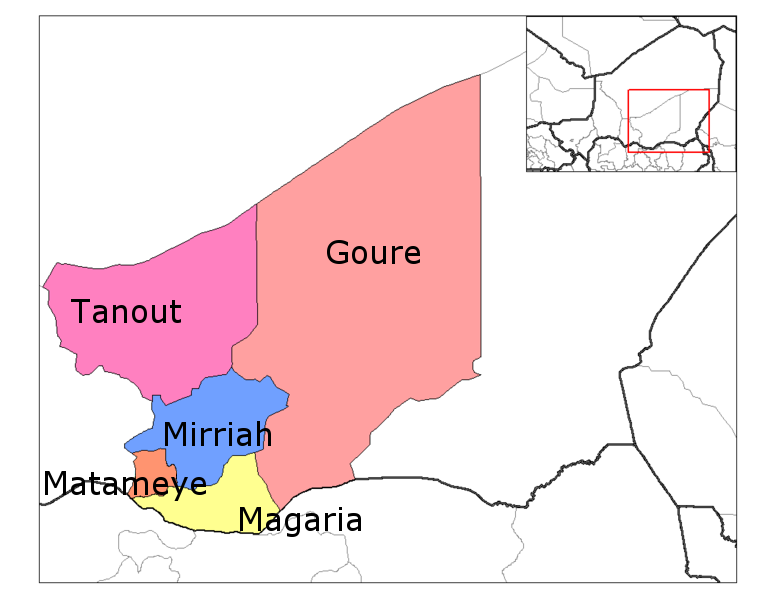

馬加里亞省（法語：Magaria），是尼日爾的省份，位於該國南部，由津德爾大區負責管轄，西北面是馬塔梅耶省，面積8,434平方公里，2011年人口696,717，人口密度每平方公里83人。